# Zohor
Zohor (eslovaco y húngaro, raramente en alemán Sachern) es un municipio en el oeste de Eslovaquia en el paisaje de Záhorie, entre la capital Bratislava (23 km) y Malacky (17 km).
La aldea fue mencionada por primera vez en 1314 como Sahur. La ciudad cuenta con una estación de ferrocarril de la línea de tren Bratislava-Kúty Břeclav y está conectado por la autopista, a 3 km de la autopista D2 de Lozorno.

## Demografía
| Año        | 1994 | 2004    | 2014    | 2024     |
| ---------- | ---- | ------- | ------- | -------- |
| Población  | 2994 | 3232    | 3264    | 3774     |
| Diferencia |      | +7,94 % | +0,99 % | +15,62 % |

| Año        | 2023 | 2024    |
| ---------- | ---- | ------- |
| Población  | 3706 | 3774    |
| Diferencia |      | +1,83 % |

## Artistas
- Albín Brunovský, pintor y artista gráfico Nacional